# Cash Crops
Cash Crops (englisch für „Bargeld-Pflanzen“) ist ein Begriff aus der Agrarökonomie, der in der Literatur nicht einheitlich verwendet wird. Mögliche deutsche Bezeichnungen sind, je nach Definition, „Exportfrüchte“ oder „Marktfrüchte“. Das Gegenteil sind Food Crops.

## Definitionen
Es gibt mindestens vier unterschiedliche Definitionen, nach denen der Begriff Cash Crops folgende Erzeugnisse der Pflanzen-, Tier- und Forstproduktion bezeichnet:
- alle Überschüsse, die vermarktet werden
- alle Erzeugnisse außer Grundnahrungsmitteln
- landwirtschaftliche Erzeugnisse außer Nahrungsmitteln
- landwirtschaftliche Erzeugnisse, die exportiert werden

Zusammengefasst steht Cash Crops für Produkte aus der Landwirtschaft, beispielsweise Bananen oder Kaffee, die nur für den Markt erzeugt wurden und nicht der Selbstversorgung der Bauern und des Landes dienen. Man bezeichnet diese auch als „für den Verkauf bestimmte Anbaufrüchte“ oder „Exportfrüchte“.

## Auswirkungen
Simon Maxwell und Adrian Fernando stellten in ihrer Arbeit von 1989 eine kontroverse Debatte um die Auswirkungen von Cash Crops auf Wachstum, Verteilung, Nahrungsmittelsicherheit, Abhängigkeit und Umwelt fest.

### Wirtschaftswachstum
Bis 1989 gab es sehr wenige Fallstudien mit unterschiedlichen Ergebnissen zu den Auswirkungen von Cash Crops auf das Wirtschaftswachstum.

### Armut und Einkommen
Zum Zeitpunkt der Veröffentlichung von Maxwell und Fernando (1989) war die Ansicht vorherrschend, dass Cash Crops negative Verteilungswirkungen haben. Eine wachsende Zahl von Fallstudien zeigte jedoch, dass Cash Crops armen Haushalten nutzen können, entweder direkt oder über den Arbeitsmarkt. In Tansania gelang eine Überwindung der Armut am meisten denjenigen Bauern, die ihre Landwirtschaft diversifizierten und neben Nahrungsmitteln für den Eigenkonsum Cash Crops (Gemüse, Obst, Vanille) anbauten und Vieh hielten. Die Armut blieb eher in traditionelleren Systemen bestehen. In Uganda war Armutsüberwindung verbunden mit einer Verbesserung der Produktivität und einer Diversifizierung in kommerzielle Pflanzen. In Malawi produzieren Kleinbauern 70 % des – hauptsächlich exportierten – Tabaks, was ihnen einen sozioökonomischen Aufstieg ermöglicht hat. In Vietnam führte die Liberalisierung der Agrarmärkte zu einer größeren Marktorientierung von Kleinbauern, wodurch ihre Armutsquote drastisch sank und ihre Einkommen deutlich anstiegen.

### Nahrungsmittelsicherheit
Kritiker wie Food First halten den Anbau von Cash Crops für eine Gefahr für die Ernährungssicherheit. Laut Moore Lappé und Collins (1977) ist die Ernährung armer Bevölkerungsschichten nicht mehr sichergestellt, wenn Entwicklungsländer ihre Nahrungsmittelproduktion exportieren. Maxwell und Fernando halten diese Argumentation für eine gefährliche Vereinfachung. Per Pinstrup-Andersen (1983) kritisiert diejenigen, die in einer Substitution von Cash Crops durch Grundnahrungsmittel eine Lösung des Hungerproblems sehen, da dieser Ansatz möglichen Nutzen durch Handel sowie die Möglichkeiten unterschiedlicher Gruppen, Nahrungsmittel zu erlangen, ignoriere. Von Braun und Kennedy (1986) fanden in einer Literaturanalyse keine Hinweise auf einen Zielkonflikt zwischen Cash Crops und Grundnahrungsmitteln; die meisten Länder erreichen entweder ein Wachstum bei beidem oder bei keinem.
Auf Haushaltsebene ergibt sich laut von Braun und Kennedy (1986) kein klares Bild der Auswirkungen von Cash Crops auf Ernährung. Modelle wie das von Fafchamps (1992) legen nahe, dass Kleinbauern erst dann verstärkt auf Cash Crops umsteigen, wenn eine preislich stabile Möglichkeit zum Kauf von Nahrungsmitteln – etwa durch ausreichende Transportinfrastruktur/Marktintegration – gegeben ist. Nahrungsmittelsicherheit ist hier Voraussetzung für den Anbau von Cash Crops durch Kleinbauern.

### Abhängigkeit
Cash Crops können bestehende Abhängigkeiten verstärken und neue erschaffen. Beispielsweise können Kaffeeproduzenten abhängig sein vom Nachfrageverhalten von Konsumenten in reichen Ländern und etwa unter Krisen leiden. Laut Susan George (1985) droht mit Cash Crops eine Abhängigkeit von der Vermarktung dieser Cash Crops durch multinationale Konzernen und eine Abhängigkeit von der Versorgung mit Lebensmitteln durch reiche Länder. Laut UNCTAD kontrollierten 1980 drei der größten sechs multinationalen Konzerne 85–90 % des Kaffee-, 85 % des Kakao- und 70–75 % des Bananenhandels. Eine aktuelle Analyse kleinbäuerlicher Kakaoerzeugung in Indonesien zeigte, dass lokale Erzeugerpreise tatsächlich eng mit den Weltmarktpreisen korreliert sind. Die Kleinbauern erlösten im Durchschnitt jedoch (hohe) 70,2 % der Weltmarktpreise. Maxwell und Fernando (1989) halten die Ansicht für übertrieben, dass Landwirte durch die Erzeugung von Cash Crops für den Weltmarkt die Kontrolle über ihre Produktionsentscheidungen verlieren.

### Umwelt
Es gibt laut Maxwell und Fernando (1989) keine Hinweise, dass exportorientierte landwirtschaftliche Produktion umweltschädlicher ist als die kommerzielle Nahrungsmittelproduktion für den Haushaltskonsum.